# 格羅根 (密蘇里州)
格羅根（英語：Grogan）是位於美國密蘇里州德克薩斯縣的鬼鎮。

## 歷史
格羅根的郵局於1897年設立，其後於1954年停運。

## 地理
格羅根所處的海拔為高於海平面397米（即1302英呎），而該地所採用的時區為UTC-6，即北美中部時區（CST）。同時該地設有夏令時間，為UTC-6調快一小時，即UTC-5（CDT）。